# Sigmund Cohn
Sigmund Albert Cohn (geboren  6. Juni 1898 in Breslau; gestorben 14. März 1997) war ein deutschamerikanischer Jurist.

## Leben
Sigmund Cohn war ein Sohn des Druckereibesitzers Georg Cohn und der Sophie Hamburger, seine Eltern wurden in der Zeit des Nationalsozialismus im Ghetto Theresienstadt ermordet. Er studierte Jura an der Universität Breslau und wurde 1921 promoviert und ging in den Justizdienst in Berlin. Cohn wurde zum Landgerichtsrat befördert. Er heiratete 1925 Suzanne Lewy (1902–1987), sie hatten zwei Töchter. Nach der Machtergreifung der Nationalsozialisten 1933 wurde er als Jude aus dem Staatsdienst entlassen. Er emigrierte nach Italien, wo er im November 1934 erneut promoviert wurde, außerdem absolvierte er das italienische Staatsexamen, das ihn zur Lehre in Deutsch und Literatur befähigte. Er arbeitete in einer Anwaltskanzlei und wurde 1935 Assistent an der Universität Genua mit dem Spezialgebiet Devisenkontrolle. Als 1938 in Italien die Rassengesetze erlassen wurden, musste Cohn erneut, diesmal in die USA, emigrieren. Cohn erhielt eine Assistentenstelle für Sprachunterricht an der University of Georgia und lehrte Italienisch, Deutsch und Spanisch, bis er 1944 dort eine Stelle als Assistant Professor an der Rechtsfakultät erhielt. 1947 wurde er ordentlicher Professor. Er lehrte Wirtschaftsrecht und Internationales Recht und überarbeitete in den 1960er Jahren mit Robert Leavell das Gesellschaftsrecht im Staat Georgia. 1964 wurde er emeritiert.

## Schriften (Auswahl)

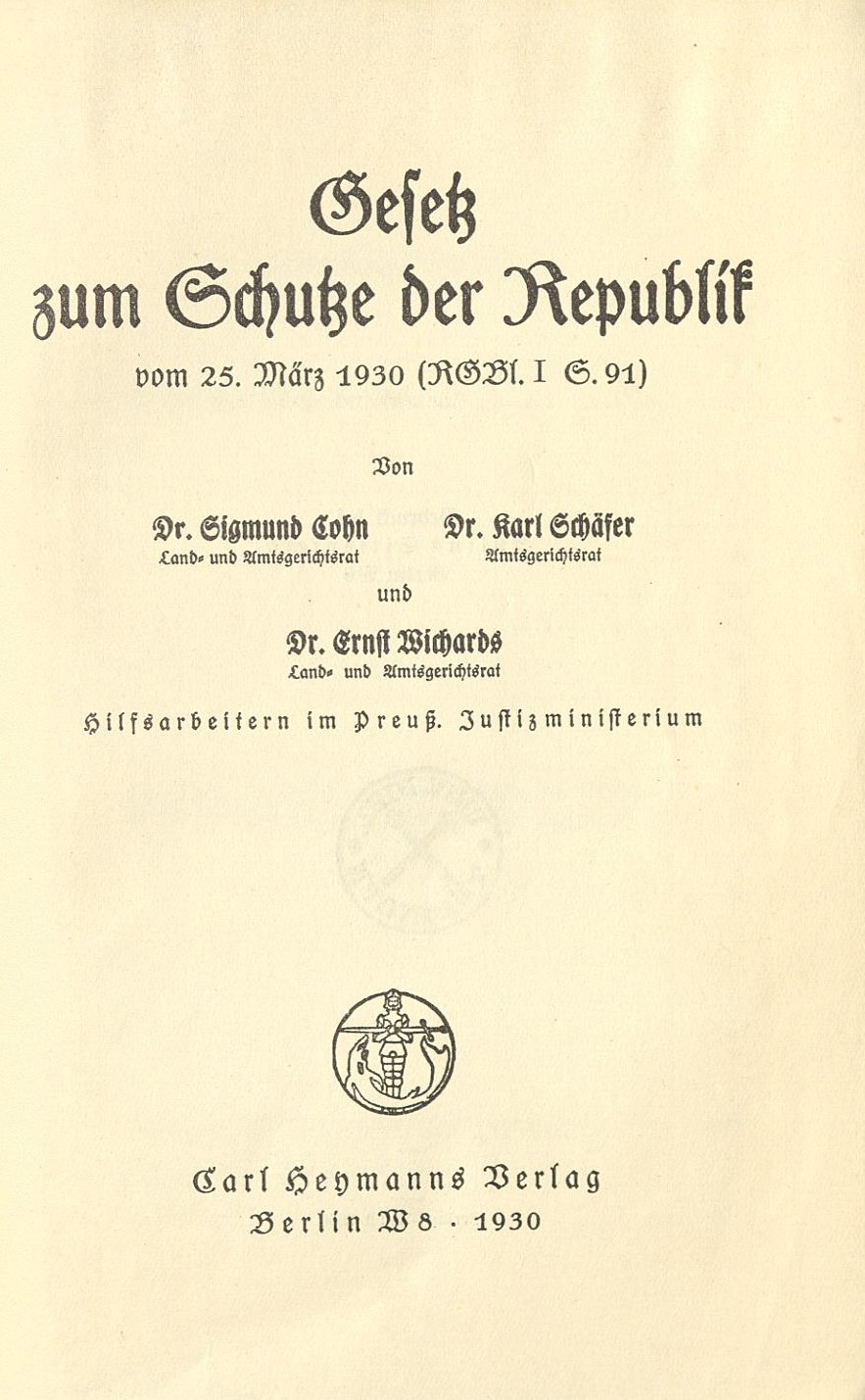
Kommentar zum Gesetz zum Schutze der Republik (1930)

- Über das Verhältnis der materiellen zur formellen Consummation der Delikte im geltenden Strafrecht. Auszug. Breslau, 1921. Breslau, R.- u. staatswiss. Diss., 1921
- mit Karl Schäfer, Ernst Wichards: Gesetz zum Schutze der Republik vom 25. März 1930 (RGBl. I S. 91). Berlin : C. Heymann, 1930
- Gesetz gegen Waffenmißbrauch vom 28. März 1931 (RGBl. I S. 77). Berlin : C. Heymann, 1931
- mit Robert N. Leavell: Georgia's corporation law : is it adequate?. Georgia state bar journal v. 2, no. 2, Nov. 1965